# كيث بلاك
كيث بلاك (بالإنجليزية: Keith Black) (من مواليد 13 سبتمبر 1957) طبيب أعصاب أمريكي متخصص في علاج أورام الدماغ. وهو رئيس قسم جراحة المخ والأعصاب ومدير معهد ماكسين دونيتز لأمراض الأعصاب في لوس أنجلوس، كاليفورنيا.

## حياته
ولد كيث بلاك في توسكيجي، ألاباما. كانت والدته ليليان معلمة، تم قبول بلاك في برنامج التلمذة الصناعية لطلبة الأقليات في جامعة كيس ويسترن ريزيرف، ثم أصبح مساعد مختبر في سن المراهقة لفريدريك كروس وريتشارد جونز (مخترع الصمام القلبي الإصطناعي) في مستشفى سانت لوك في كليفلاند (أوهايو).
في عامه الـ 17، حصل على جائزة في مسابقة العلوم الوطنية للبحث عن الأضرار التي لحقت خلايا الدم الحمراء في المرضى الذين يعانون من استبدال صمام القلب. حضر برنامج في جامعة ميشيغان وحصل على دراسته الجامعية ودرجة الطب في 6 سنوات. حصل على درجة الدكتوراه من مدرسة طب جامعة ميشيغان في عام 1981.

## عمله
خدم بلاك فترة التدريب والإقامة في جامعة ميشيغان، في عام 1987 انتقل إلى مركز رونالد ريغان الطبي لجامعة كاليفورنيا في لوس انجليس، حيث أصبح فيما بعد رئيسا لبرنامج أورام الدماغ الشامل. في عام 1997، بعد 10 سنوات في جامعة كاليفورنيا، انتقل إلى مركز سيدارس - سيناي الطبي لرئاسة معهد ماكسين دونيتز للأعصاب. في عام 2007، افتتح مركز جوني ل كوكران للأورام الدماغية الجديد في سيدارس - سيناي، وهو مركز أبحاث سمي على اسم المحامي الشهير الذي كان مريضاً لبلاك ومؤيده.
كان بلاك شخصية بارزة للتقارير الإعلامية عن التقدم الطبي في جراحة المخ والأعصاب. وقد تم ذكره في كتاب «قضية عبقرية» في نوفمبر / تشرين الثاني 1999 باعتباره واحدا من أهم 21 شخصا في القرن الحادي والعشرين. وقد استشهد بأنه خبير في التقارير حول ما إذا كان إشعاع الهاتف المحمول يؤثر على حدوث أورام الدماغ. ذكرت ديسكفر (مجلة) في عام 2004 أن بلاك ينفذ حوالي 250 عملية جراحية في الدماغ سنويا، وأنه في سن 46 كان قد قام بالفعل بأكثر من 4000 عملية جراحية في الدماغ (اعتبارا من عام 2009، ارتفع عدد جراحة بلاك إلى«أكثر من 5000 عملية لاستئصال أورام المخ».
في عام 1997، ظهرت مجلة تايم سوداء اللون على غلاف طبعة خاصة تسمى «أبطال الطب». وصفت المقالة المصاحبة سمعة بلاك كجراح يعمل على الأورام التي لا يقوم بها أطباء آخرون، فضلا عن جوانب أبحاثه الطبية، بما في ذلك اكتشافه أن ببتيد براديكينين يمكن أن يكون فعالا في فتح الحاجز الدموي الدماغي.
في عام 2009 نشر بلاك سيرته الذاتية، شارك في تأليفه مع أرنولد مان، بعنوان جراح الدماغ. ووصف مراجع صحيفة نيويورك تايمز أبيجيل زوجر الكتاب بأنه «كتاب رائع، وإن كان متقلباً نوعا ما». وعلق الاستعراض الأسبوعي للناشرين بأن الكتاب «يدرس العقبات العرقية التي كان عليه أن يقفزها إلى أن يصبح جراح أعصاب».

## وصلات خارجية
- Curriculum Vitae of Keith L. Black، M.D. at Cedars-Sinai official website (retrieved May 13، 2011).
- Biography at thehistorymakers.com
- "Brain Power"، Los Angeles magazine، May 2006 (retrieved May 16، 2009).
- Tavis Smiley interviews Dr. Keith Black[وصلة مكسورة]، Tavis Smiley (بي بي إس)، March 24، 2009 (retrieved May 16، 2009).